# Eric Hirshberg
Eric Hirshberg (5 de junho de 1968) é um músico e empresário norte-americano, mais conhecido como o ex-presidente da Activision, empresa no qual liderou no papel de CEO entre 2010 a 2018. Hirshberg nasceu em Detroit, no estado de Michigan, e logo foi reconhecido como uma grande e influente mente na criação de marketing, onde ganhou o prêmio de Conquista em Publicidade no Hall da Fama da Federação de Marketing na América no ano de 2007.
Tendo seguido uma carreira secundária de músico, em 2010, a Activision Publishing, subsidiária da Activision Blizzard, contratou Hirshberg para ser o novo CEO da divisão, apesar de não possuir tanto proximidade com a indústria de jogos eletrônicos.
Hirshberg é creditado como um dos executivos mais inovadores da Activision, elevando a qualidade e público de franquias como Call of Duty a um novo nível de reconhecimento massivo, onde sob sua gerência, títulos como Call of Duty: Modern Warfare 3 e Call of Duty: Black Ops II quebraram todos os recordes de vendas da série.
Antes de deixar a empresa em 2018, Eric também foi responsável por uma nova visão em franquias antigas da Activision Publishing, liderando o renascimento de franquias como Crash Bandicoot, Spyro e Tony Hawk's, onde apesar dos dois últimos terem sido lançados após sua saída da Activision, ambos tiveram seu conceito e pré-desenvolvimento iniciados entre 2016 e 2017.

## Infância e educação
Eric Hirshberg nasceu em Detroit, Michigan. Ele ganhou seu Bachelor of Arts pela Universidade da Califórnia em Los Angeles em 1992.

## Carreira
No início de sua carreira, Hirshberg se juntou a agência de publicidade americana Deutsch no seu escritório de Los Angeles, cujo havia sido fundado em 1995, se tornando CEO e COO da empresa em 1997. Sob sua liderança, a Deutsch foi transformada de uma agência de apenas 10 funcionários em uma potência nacional com clientes como Volkswagen, Sony PlayStation, DirecTV, HTC, Dr Pepper e Snapple. Em 2010, a Activision Blizzard passou por grande reorganização interna após o CEO e Presidente da divisão Activision na época, Mike Griffith, ser um dos principais envolvidos com o caso de "breakdown" com o estúdio Infinity Ward, criadores de Call of Duty. Com a demissão de Griffith anunciada em abril de 2010, Eric Hirshberg foi anunciado como o novo CEO da Activision Publishing em 23 de julho de 2010, assumindo o cargo em 7 de setembro, onde a partir daí teve o papel de gerenciar os estúdios que produzem as franquias Call of Duty, Crash Bandicoot, Guitar Hero, Spyro, Tony Hawk's, além de liderar a produção de novas franquias na empresa como Destiny e Skylanders.
Um dos primeiros feitos de Hirshberg como CEO da Activision foi estreitar os acordos de parceria da empresa com a Microsoft, colocando o console Xbox 360 como a plataforma principal das séries Call of Duty e Tony Hawk's. Durante sua gestão como CEO, a empresa realizou vários dos maiores lançamentos de videogames da história da indústria, onde incluem Call of  Duty: Black Ops e Call of Duty: Modern Warfare 3, que geraram US$ 360 milhões e US$ 400 milhões respectivamente em seu primeiro dia de lançamento. Call of Duty: Black Ops II, de 2012, gerou  US$ 1 bilhão em vendas em 15 dias. Em 2011, Hirshberg liderou o lançamento de Skylanders, que se tornou a primeira franquia de videogame infantil a cruzar a marca de US$ 1 bilhão em 15 meses e foi o videogame infantil mais vendido na América do Norte e na Europa, o que levou a imprensa a creditar a empresa por inventar e popularizar uma nova categoria de Toys-to-life.
Hirshberg disse em uma  entrevista em 2012 que acreditava que os jogos não eram produtos, mas marcas para serem divertidas. Enquanto as pessoas compram produtos, elas “compram marcas”, disse ele. Em entrevista com o The Hollywood Reporter em 17 de fevereiro de 2013, Hirshberg falou sobre qual segredo é usado por ele para lançar uma nova IP de sucesso:
Escolhemos focar e desenvolver alguns jogos e fazê-los muito bem porque permite que você concentre toda a sua energia, todo o seu capital, todo o seu tempo e todas as melhores pessoas do setor para contra acertar seus objetivos. Esse é um dos segredos do nosso recente sucesso no lançamento de novas franquias como Skylanders.

Hirshberg em 2013

Após lançar Halo: Reach em 2010, a Bungie firmou um acordo de publicação para uma nova IP com a Activision, no qual Eric Hirshberg liderou a criação da parceria que foi feita com base na duração de 10 anos. Durante esse período, a nova franquia do estúdio só poderia ser publicada pela Activision, enquanto os direitos de marca ficariam com a Bungie. No evento de revelação do PlayStation 4 pela Sony em fevereiro de 2013, Hirshberg subiu ao palco para revelar o projeto, sendo chamado de Destiny, e descrito como  um "jogo único, atraente e diferenciado, que por toda a inovação e novas ideias, Destiny é algo que será atraente para um público amplo". Toda a campanha de marketing e publicidade do jogo foi liderada pela equipe de Eric, no qual fez Destiny se tornar o maior lançamento de uma nova franquia de videogame da história, gerando US$ 500 milhões em vendas no dia de seu lançamento.
Além de suas responsabilidades na Activision, Hirshberg faz parte do conselho de sua alma mater, a Escola de Artes e Arquitetura da UCLA, onde fez o discurso de formatura da escola em 2015. Ele também faz parte do Conselho de Curadores para a XPrize Foundation, uma organização sem fins lucrativos dedicada a resolver os grandes desafios do mundo por meio de competições premiadas.
Em 2016, Eric liderou uma nova iniciativa na Activision em reviver franquias que estavam adormecidas com remakes e remasterizações de séries clássicas como Crash Bandicoot e Spyro. Isso resultou na chegada de Crash Bandicoot N. Sane Trilogy em 2017 e Spyro Reignited Trilogy em 2018. Durante o final de dezembro de 2017, o NPD Group anunciou que Call of Duty: WWII foi o jogo de console nº 1 em vendas na América do Norte em 2017, resultando em Call of Duty sendo a franquia de videogame mais vendida da região pelo nono ano consecutivo.
Após múltiplos feitos na Activision por quase uma década, em 16 de janeiro de 2018 foi anunciado pela Activision Blizzard que Eric estaria deixando o cargo de CEO da Activision Publishing e saindo oficialmente da empresa em março de 2018. No comunicado de sua saída, Bobby Kotick elogiou e agradeceu o trabalho do executivo, dizendo: “Durante a gestão de Eric, tivemos um desempenho histórico e grandes sucessos. Ele é um líder inspirador e todos sentiremos muita falta de sua criatividade e tenacidade. Ele está deixando a equipe, as franquias e os negócios em um ótimo lugar e vai com todo o meu apoio e apreço.”
Depois de deixar a Activision, o executivo voltou a dar atenção a sua carreira como músico, lançando diversos singles e covers de músicas, atuando como Cantor/Compositor.

## Prêmios
Hirshberg foi introduzido no Hall of Achievement da American Advertising Federation em 2007. Ele foi citado como uma das 10 pessoas mais influentes no marketing pela Advertising Age em 2011. Hirshberg foi posteriormente nomeado um dos Creativity 50 do ano de 2012 pela Advertising Age, uma lista que reconhece “os pensadores e realizadores criativos mais influentes e inovadores”. Hirshberg recebeu o “Visioneering Award” durante o XPrize for Global Literacy em 2013.